# 北布朗鎮區 (堪薩斯州愛德華茲縣)
北布朗鎮區（英語：North Brown Township）為美國堪薩斯州愛德華茲縣轄下的鎮區。2010年美国人口普查中此鎮區人口有64人。

## 地理
北布朗鎮區涵蓋總面積為162.8平方（62.84平方英里），其中陸地面積為162.7平方（62.80平方英里），水域面積為0.10平方（0.04平方英里）或0.06%。海拔高度665（2,182英尺）。

## 人口統計
根據2010年美國人口普查，北布朗鎮區人口有64人，其中男性有36人，女性有28人，人口密度為每平方公里0.39人，住房計33戶。鎮區內的白人有58人，非裔美國人有0人，美洲原住民有0人，亞裔美國人有0人，太平洋島裔美國人有0人，其他種族有6人，混血種族則有0人。此外鎮區內有9人為西班牙裔或拉丁裔美國人。此鎮區之年齡中位數為38.5歲，而男性年齡中位數為39.0歲，女性年齡中位數為37.5歲。

## 交通

### 主要公路
- 183號美國國道